# Only Time – The Collection
Az Only Time – The Collection Enya ír zeneszerző és énekesnő harmadik válogatásalbuma, a második, ami box set formátumban jelent meg. 2002-ben adták ki, korlátozott példányszámban: csak 200 000 példányban jelent meg. A négy CD-n összesen 50 dal szerepel, melyeket Enya, Nicky Ryan és Roma Ryan válogatott össze. 48 oldalas füzet tartozik hozzá dalszövegekkel. Új anyag nem került rá, de szerepel rajta több olyan dal, ami korábban csak kislemezen vagy kislemez B oldalaként jelent meg: Eclipse, Isobella, May It Be, Oíche chiúin, Song of the Sandman és Willows on the Water.
A negyedik lemezen szerepel az Oíche chiúin egy előadásának videófelvétele a BBC 1996. december 25-én sugárzott karácsonyi műsorából, melyet a dublini katedrálisban vettek fel. Szerepel a lemezen egy képernyővédő is. A CD-k hosszúkás, lila bársonydobozban találhatóak, minden CD más színű (lila, zöld, kék, barna).
Enya négy nyelven énekel a dalokban: angol, ír, latin, quenya.

## Közreműködők
- Minden hangszeren Enya játszik és mindenhol ő is énekel. Kivétel a Storms in Africa, ahol afrikai kézidobon Chris Hughes, egyéb ütőhangszereken Nicky Ryan játszik.
- Minden zenét Enya szerzett, a dalszövegek Roma Ryan művei, kivéve a Marble Halls, How Can I Keep from Singing? és Oíche chiúin című dalokat.
- Producer: Nicky Ryan
- Hangmérnök: Nicky Ryan
- Keverés: Enya és Nicky Ryan
- Design és művészeti rendezés: Stylorouge
- Fénykép: Simon Fowler
- Styling: Michele Clapton
- Frizura, smink: Aran Guest

## Dalok
| 1. CD 1. Watermark – 2:24 2. Exile – 4:20 3. Aldebaran – 3:05 4. March of the Celts – 3:15 5. Boadicea – 3:28 6. The Sun in the Stream – 2:54 7. On Your Shore – 3:59 8. Cursum Perficio – 4:06 9. Storms in Africa – 4:03 10. The Celts – 2:56 11. Miss Clare Remembers – 1:59 12. I Want Tomorrow – 4:00 | 2. CD 1. Orinoco Flow – 4:25 2. Ebudæ – 1:53 3. River – 3:10 4. The Longships – 3:36 5. Na Laetha Geal M’Óige – 3:54 6. Book of Days – 2:55 7. Shepherd Moons – 3:42 8. Caribbean Blue – 3:56 9. Evacuee – 3:49 10. Evening Falls… – 3:46 11. Lothlórien – 2:08 12. Marble Halls – 3:51 | 3. CD 1. Afer Ventus – 4:06 2. No Holly for Miss Quinn – 2:40 3. The Memory of Trees – 4:18 4. Anywhere Is – 3:58 5. Athair Ar Neamh – 3:39 6. China Roses – 4:47 7. How Can I Keep from Singing? – 4:22 8. Hope Has a Place – 4:44 9. Tea-House Moon – 2:41 10. Pax Deorum – 4:58 11. Eclipse – 1:30 12. Isobella – 4:27 |

| 4. CD 1. Only Time – 3:38 2. A Day Without Rain – 2:38 3. Song of the Sandman (Lullaby) – 3:40 4. Willows on the Water – 3:00 5. Wild Child – 3:47 6. Flora’s Secret – 4:05 7. Fallen Embers – 2:29 8. Tempus Vernum – 2:24 9. Deora Ar Mo Chroí – 2:48 10. One By One – 3:53 11. The First of Autumn – 3:08 12. Lazy Days – 3:43 13. May It Be (Single version) – 3:30 14. Oíche chiúin (Silent Night) – 3:45 15. Oíche chiúin (Silent Night) (video) – 3:45 | 1. CD - 3, 4, 5, 6, 10 & 12. számok: eredetileg az Enya/The Celts albumon. - 1, 2, 7, 8, 9 & 11. számok: eredetileg a Watermark albumon. 2. CD - 1, 3, 4, 5 & 10. számok: eredetileg a Watermark albumon. - 2, 6, 7, 8, 9, 11 & 12. számok: eredetileg a Shepherd Moons albumon. - A Book of Daysnek a kevert angol/kelta szövegű változata szerepel az albumon. 3. CD - 1, 2 & 7. számok: eredetileg a Shepherd Moons albumon. - 3, 4, 5, 6, 8, 9 & 10. számok: eredetileg a The Memory of Trees albumon. - az Afer Ventus a borítón tévesen After Ventusként szerepel. 4. CD - 1, 2, 5, 6, 7, 8, 9, 10, 11 & 12. számok: eredetileg az A Day without Rain albumon. |